# Mk F3 155mm自行火炮
Mk F3 155mm自行火炮(英語：Canon de 155 mm Mle F3 Automoteur，簡稱Cn-155-F3-Am)，是由法軍于1950年代早期研發。目的是取代原先的美製M41“大猩猩”155mm自行榴彈炮。Mk F3還是世界上最輕，最小的155mm口徑的自行火炮。加上尺寸小，造價低廉，曾經被大量投入出口市場。它使用了一個改造過的AMX-13輕型坦克底盤。它還有一個新穎的地方在於，八名成員中只有兩名坐在車內，而其餘的均在車外（車外的成員平時使用保障車輛移動）。這使得它比起其他同類型的自行火炮更小。

## 歷史
在1950年早期，法軍決定用自己的設計取代原先的美製M41自行榴彈炮，并使用AMX-13輕型坦克的底盤。Mk F3在1960年代早期投入生產。因為造價低廉，重量輕，使得它在出口市場很受歡迎。它曾被出口到一些南非國家和中東國家，一直生產到1980年代早期。而當時，法軍早已擁有了全封閉的GCT 155mm自行火炮。

## 設計
Mk F3使用后惰輪被移除的AMX-13輕型坦克的底盤。並且爲了能讓車體能承載155mm火炮，並且能承受其後坐力，對底盤進行了一些改進。比如，在後面安裝了兩個可以插入地里的鏟子，以增加開火的穩定性。155mm火炮由塔布工程公司（法語：即ACT}) 設計。底盤由羅阿納工程公司（法語：即ARE）設計。火炮的安裝工作和射擊測試由布爾日裝備生產和製造研究所負責。(法語：即EFAB) 負責。後來，因為ARE公司轉為生產AMX-30主戰坦克，AMX-13及其衍生型號的生產轉為由盧瓦爾省克勒索機械有限公司負責(法語：Mécanique Creusot-Loire)。

Mk F3發射標準155mm榴彈，同時也能發射煙霧彈，照明彈，火箭增程彈。使用43.75kg榴彈的有效射程是20050米。
Mk F3的底盤裝甲全部由10mm-20mm鋼板組成，能夠使得車內的成員免受輕武器和彈片的傷害。成員佈局較為常規，駕駛室位於左前方，引擎位於右前方，火炮位於後方。在車體前方安裝了一個擋泥板。通常在前方的傾斜鋼板上還會掛上一個備用輪胎。在駕駛員座位的左側還有一個單塊艙門，并設有3個潛望鏡。中間的一個還是熱感應的（方便夜間行駛）。車長坐在駕駛員後面，左右兩邊各有一個艙門。同樣有三個潛望鏡。
扭力桿懸掛由5個傳動輪組成，驅動鏈輪位於前方，第五個傳動輪擔任惰輪的作用。並有有三個履帶返回滾輪。第一個和最後一個傳動輪輪還有液壓減震器。鋼製履帶在必要的時候可以安裝上橡膠墊。油箱安裝在底盤的兩邊。標準的配置還包括了一個擴音器和擁有400m長電纜的電纜盤。

## 弱點
Mk F3缺乏三防能力(三防:核生化)。同時，底盤只能容納兩名成員。剩下的6名成員和25發炮彈只能通過支援車移動(通常是AMX-VCI)。在必要的時候，其他成員可以坐在車體的頂部，但是無論如何，他們都只能在車體外部。

## 生產情況
一共製造了多於600輛該種車輛。在1997年法國把最後的十輛Mk F3 155mm自行火炮賣給了摩洛哥。

## 用戶
- 阿根廷 - 24
- 智利 - 47
- 賽普勒斯 - 12
- - 15
- 法國
- 摩洛哥 - 100
- 沙烏地阿拉伯
- 秘魯 - 12
- 委內瑞拉
- - 22
- 伊拉克-大於80（在兩伊戰爭中，伊拉克曾經收到一批來自科威特的Mk F3 155mm自行火炮，戰後，又收到了80輛。）

## 腳註/註釋
1. ↑  David Miller. . Zenith Imprint. 2000: 82–  [2013-12-13]. ISBN 978-0-7603-0892-9. （原始内容存档于2014-01-07）.
2. ↑  Gordon L. Rottman. . Osprey Publishing. 1 January 1993: 31–  [2013-12-13]. ISBN 978-1-85532-277-6. （原始内容存档于2014-01-07）. Kuwait had loaned a battery of French 155mm Mk F3 SP guns to Iraq during the Iran-Iraq War and a further 80 fell into Iraqi hands after the

## 腳註/參考